# Mirko Novosel
Mirko Novosel (ur. 30 czerwca 1938 w Zagrzebiu, zm. 20 lipca 2023) – jugosłowiański koszykarz i trener. Przeszedł na emeryturę w 1992.
Przez całą karierę zawodniczą grał w barwach Cibony Zagrzeb.

## Kariera trenerska
- 1967–1971  Lokomotiv Zagrzeb
- 1971–1972 juniorska repr. Jugosławii
- 1972–1976 repr. Jugosławii
- 1976–1988  Cibona Zagrzeb
- 1980 dyrektor techniczny repr. Jugosławii
- 1984 repr. Jugosławii
- 1988–1990 Basket Napoli
- 1993 repr. Chorwacji

## Osiągnięcia
Oprócz olimpijskich medali z Montrealu, Moskwy i Los Angeles (kolejno srebro, złoto i brąz) Novosel jako trener reprezentacji zdobył:
- 2-krotny mistrz Europy z Hiszpanii (1973) i Jugosławii (1975),
- wicemistrz Świata z Portoryko (1974).

Novosel święcił także sukcesy jako trener klubowy:
- 7-krotny mistrz Jugosławii z Ciboną Zagrzeb w latach 1980–1984 i 1988,
- 2-krotny zwycięzca Euroligi w latach 1985–1986,
- 2-krotny zdobywca Pucharu Saporty w roku 1982 i 1987,
- 3-krotny zdobywca Pucharu Jugosławii w roku 1969, 1982 i 1986.
- 2-krotny trener gwiazd Europy podczas FIBA All-Star Games (1995–2x)

## Wyróżnienia
- w 2007 roku został dołączony do Koszykarskiej Galerii Sław im. Naismitha.